# EgoNet
EgoNet (Egocentric Network Study Software) es un programa que permite recopilar y analizar los datos egocéntricos de una red (llamados egonets), pues está especialmente diseñado para la recolección de datos y análisis de redes egocéntricas. La red social que se forma en torno a una persona o un sitio en Internet, se conoce como Egonet. En otras palabras, el egonet es el resultado de los enlaces que da y recibe cierta dirección en Internet, y EgoNet se dedica a recopilar información sobre ellos y presentarla de forma útil para los usuarios.
Egonet se encuentra escrito en Java. Por lo que el computador donde vaya a ser utilizado deberá tener instalado JRE (entorno de ejecución de Java, conformado por una Máquina Virtual Java o JVM, un conjunto de bibliotecas Java y otros componentes necesarios para ejecutar aplicaciones escritas en Java). Está disponible en código abierto bajo licencia GPL

y, por tanto, su uso es gratuito.
Su creador es el profesor Christopher McCarthy, de la Universidad de Florida, EE. UU.

## Características

### Funciones
El programa permite crear cuestionarios, recopilar datos y proporcionar medidas globales y matrices de datos que pueden usarse para posteriores análisis por otros programas.
Sus principales prestaciones son la generación de cuestionarios para la obtención de datos relacionales, el cálculo de mediciones generales pertinentes para el análisis de redes sociales y la producción de grafos.

### Componentes
Egonet está compuesto por los siguientes módulos:
- EgoNetW, que permite crear formatos de cuestionarios para la consecución de los estudios;
- EgoNetClientW: Se utiliza para la carga de datos – una vez definidas las preguntas pertinentes y la estructura de los cuestionarios.